# Mont Pelat
Pour les articles homonymes, voir Mont Pelat (massif des Bauges) et Pelat.
Le mont Pelat est un sommet de 3 051 mètres d'altitude situé dans la chaîne des Alpes du Sud entre la haute vallée du Verdon à l'ouest, la haute vallée du Var à l'est et la vallée du Bachelard au nord. Situé dans le département des Alpes-de-Haute-Provence (France), il a donné son nom au massif du Pelat. Ce sommet est également situé dans la zone centrale du parc national du Mercantour. Il est le 3 000 réputé comme le plus facile des Alpes du Sud.

## Géographie

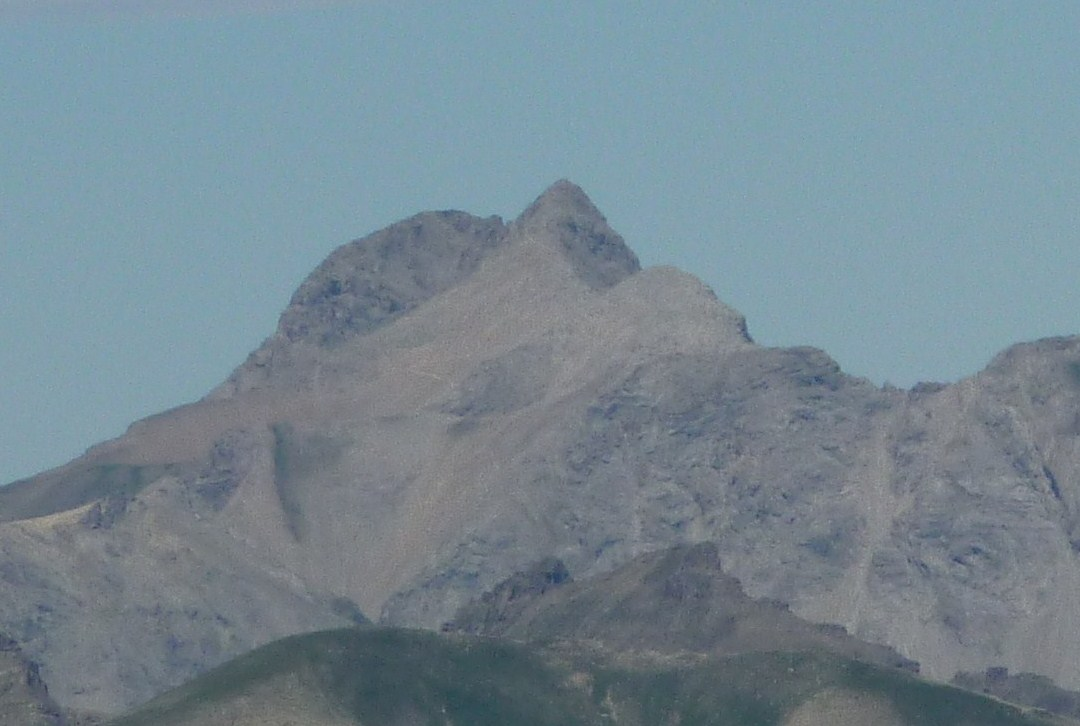
Vue du mont Pelat depuis le sud-est.

Contrairement à son homonyme des Alpes-Maritimes, le déterminant Pelat du mont Pelat fait bien référence à son aspect dénudé, « pelé ».
Le mont Pelat est un sommet calcaire constitué par les flyschs nummulitiques de la série « e5 » d'une hauteur de 500 mètres pour celle du Pelat. « Cette série du Pelat comprend deux ensembles. L'ensemble inférieur est constitué sur 200 mètres par des séquences de calcaires pélagiques et de calcaires bioclastiques ou microbréchiques à petites Nummulites. Et l'ensemble supérieur est caractérisé lui sur 300 mètres par une séquence gréso-schisteuse brune ».
On le classe généralement dans le secteur des Alpes maritimes où son massif éponyme, qu'il domine de ses 3 051 m, occupe la partie nord-ouest. Mais, de fait, il est aussi le sommet culminant de la « chaîne Côte-de-l'Âne - Mounier » comme de tout le secteur montagneux dont il fait partie.
Il domine au nord le site glaciaire grandiose du lac d'Allos, le plus grand lac d'altitude d'Europe situé à 2 227 mètres.
La voie normale d'accès passe par la combe du Pelat, située au sud-est du sommet et accessible tant au départ du lac d'Allos que du col de la Cayolle. Le sentier, bien que très abrupt à l'arrivée, ne présente pas de difficulté particulière. Au sommet, le mont offre un des plus larges panoramas des Alpes du Sud, par temps clair. Il s'étend en effet de la montagne Sainte-Victoire au sud jusqu'au mont Blanc au nord en passant par le Mercantour, les Préalpes nicoises, les Alpes italiennes notamment le mont Viso, le mont Ventoux et les Préalpes délimitant le sillon rhodanien.

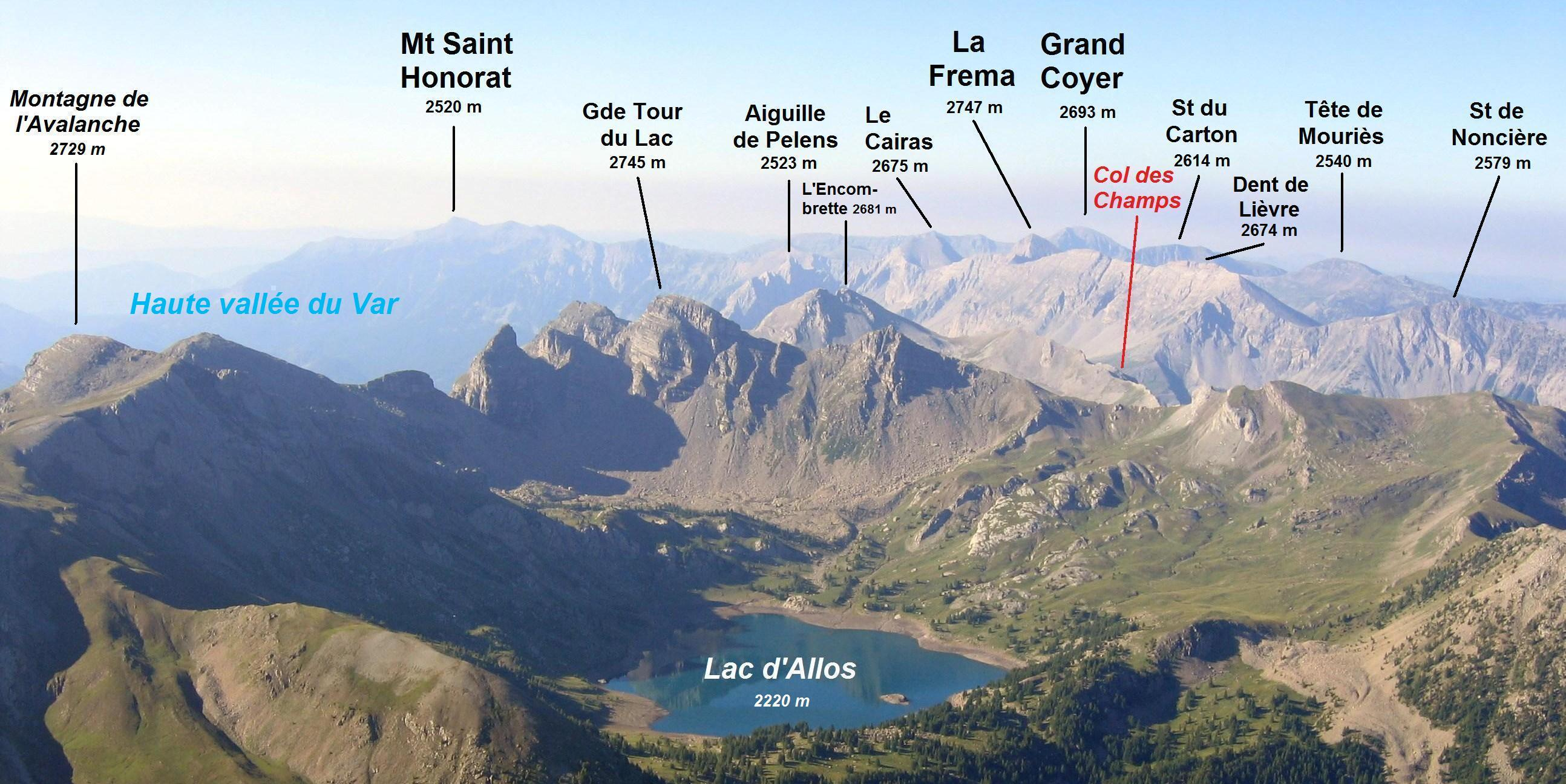
Panorama légendé vers le sud du mont Pelat sur les sommets du massif éponyme jusqu'au mont Saint-Honorat inclus situé à 24 km.

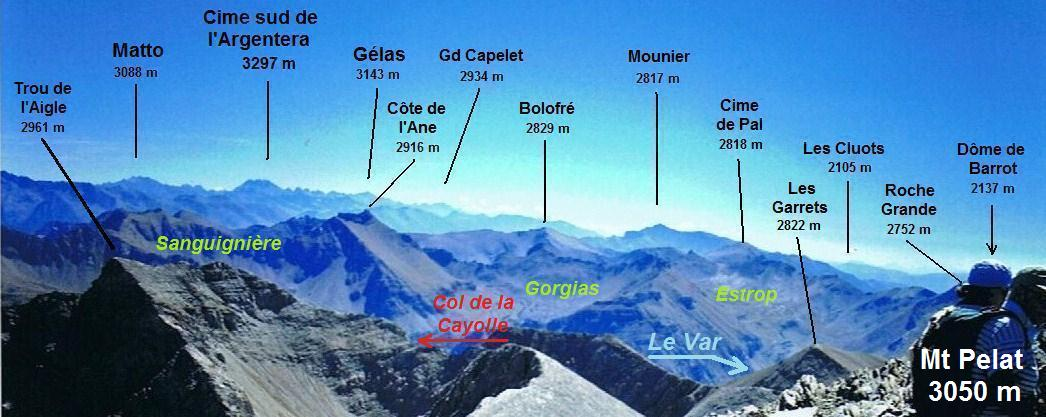
Panorama légendé vers l'est et le sud-est du mont Pelat sur les sommets jusqu'au massif franco-italien du Mercantour-Argentera.

Vue panoramique à 360° depuis le sommet du mont Pelat avec les différents sommets visibles.

### Cartographie
- Carte-guide no 5 « Haute vallée du Var - canton de Guillaumes », échelle 1/25 000, éditée par l'IGN.
- Carte « Alpes de Provence - Tinée-Ubaye », échelle 1/50 000, éditée par l'IGN et les Éditions Didier et Richard, Grenoble, 1973.
- Carte TOP 75 no 75010 « Mercantour », échelle 1/75 000 pour l'ensemble du parc du Mercantour et du secteur alpin des Alpes Maritimes et 1/25 000 pour les sections particulières 1) du col de Pouriac, 2) du mont Pétoumier, 3) de la vallée des Merveilles, 4) du mont Pelat et 5) des Cluots, carte éditée par l'IGN, Paris, 2011.
- Carte TOP 100 no 165 « Nice-Draguignan », échelle 1/100 000, éditée par l'IGN, Paris, 2008.
- Carte no 341 « Alpes Maritimes », échelle 1/150 000, éditée par Cartes et guides Michelin, Paris.
- Carte géologique détaillée de la France : feuille XXXV-40 d'Allos, échelle 1/50 000, éditée par le Service de la carte géologique de France, Paris.